# Pequignet
Pequignet est une manufacture horlogère française de luxe fondée en 1973 par Émile Pequignet à Morteau, en Franche-Comté.
La marque, reprise en 2004 par Didier Leibundgut, devient manufacture de haute horlogerie. En 2017, Pequignet est reprise par quatre employés avec la volonté de se recentrer sur l’ADN de la marque.

## Historique
Émile Pequignet fonde la marque EP Pequignet en 1973, à Morteau en Franche-Comté. 
En 1984, il invente la Maille Moorea, un grain d’acier articulé avec le bracelet. Ce bracelet deviendra le symbole de la marque, son identification visuelle.[source secondaire souhaitée]
Péquignet produit alors principalement des montres pour femmes, dotés de mouvements achetés sur étagère, et reçoit par cinq fois le prix du cadran d'or pour l'esthétique de ses montres.
Dans les années 2000, Émile Pequignet part à la retraite, et le 15 janvier 2004, Didier Leibundgut se porte acquéreur de la marque Pequignet. Il embauche son équipe d'ingénieurs (composée de ses deux fils, de Huy Van Tran et de Philippe Blanchot) qui crée un mouvement mécanique propre à la marque, le Calibre Royal.  Le Lys Royal devient l’emblème de la marque.
Deux magazines japonais « Chronos » et «  Watch File », allant même jusqu’à élire le Calibre Royal de Pequignet « Meilleure montre de l’année 2011 »[réf. souhaitée] ce qui lui vaudra du fait de sa conception, le surnom de « Jardin à la française ».
En mars 2012, fragilisée par des investissements importants et en butte à des problèmes de trésorerie, l'entreprise est placée en redressement judiciaire avec une période d'observation de six mois[source insuffisante],. Finalement, un plan de continuation est accepté par le Tribunal de Commerce. Philippe Spruch et Laurent Katz (LaCie) reprennent l’entreprise en juillet 2012.
Mais l'activité est déficitaire, dix millions d'euros de pertes sur 2012, 2013 et 2014
En décembre 2016, la société est en difficulté, la direction est confiée à Laurent Katz, un repreneur est recherché avant février le l'année suivante, cependant, après 5 ans consécutifs de résultats catastrophiques, la situation est jugée désespérée.
La marque est reprise le 21 mars 2017 par quatre cadres de la maison mère (Antoine Commissione, Bernard Espinas, Dani Royer et Aymeric Vernhol) en conservant la manufacture historique, les mêmes modèles et les mêmes distributeurs via Pequignet Horlogerie[source insuffisante].
En 2021, l'entrepreneur Hugues Souparis entre au capital de la manufacture et se positionne en actionnaire majoritaire au travers de son entreprise Enowe Excellence. 

## Mouvements

### Calibre royal
Le Calibre Royal (nommé ainsi à l'occasion de sa présentation lors du salon international Baselworld 2010[source insuffisante]) est un mouvement automatique innovant, entièrement conçu, contrôlé et assemblé par Pequignet à Morteau. Il existe en plusieurs versions : avec ou sans aiguille GMT, indicateur de phases de la Lune, version sans remontage automatique... 
La configuration Grande Date et Jour - Indicateur de réserve de marche compte 298 pièces (318 avec phase de lune). 250 plans industriels ont été réalisés dans le laboratoire Pequignet. Ce calibre inclut toutes les complications dans une épaisseur de 5,88 mm, une réserve de marche de 88 heures et un saut de date instantané à minuit pile (évitant la zone morte, c'est-à-dire la plage de temps autour de minuit pendant laquelle la date ne peut être réglée). 

### Calibre Initial
En 2020, Pequignet annonce la mise sur le marché d'un deuxième mouvement automatique , le calibre initial, plus petit, moins cher et moins complexe que le calibre Royal. Ce mouvement est un trois aiguilles-date, doté de 65 heure de réserve de marche. Il pourrait à terme donner naissance à des versions GMT et est même conçu pour pouvoir recevoir un module Chronographe. Une production de 5 000 unités par an est prévue, dont 1500 pour des montres d'autres marques françaises (Pequignet souhaitant donc devenir fournisseur de mouvement). Ce calibre équipe deux collections au sein de la gamme de la marque : Attitude et Concorde.